# Pons de Tripoli
Pour les articles homonymes, voir Pons.
Pons de Tripoli (vers 1096 - 25 mars 1137) est un comte de Tripoli de 1112 à 1137 et fils de Bertrand de Tripoli et d'Hélène de Bourgogne.

## Biographie
Pour apaiser la rivalité avec Antioche, Bertrand de Tripoli confie l’éducation militaire de son fils, Pons, à Tancrède en tant que page ou écuyer, au début de l’année 1112. Pons épouse la veuve de Tancrède de Hauteville, Cécile de France, peu de temps après son décès le 12 décembre 1112. Ce mariage semble être une demande de Tancrède lui-même avant son décès. Elle est encore jeune lors de ce second mariage et permet aux comtes de Tripoli de bénéficier du prestige d’être marié à une princesse capétienne. Cécile aurait d’ailleurs reçu deux châteaux de la part de Tancrède, Rugia et Arcekar qui passent donc sous administration de son mari comme c’est l’habitude en ce temps.
Le Krak des Chevaliers est certainement donné par Tancrède au comté de son vivant, en 1112. C’est en tout cas ce que nous montre Jean Richard dans son ouvrage.
Fin 1112, il devient également comte de Tripoli à l'âge de 15 ans, à la mort de son père, Bertrand, et la succession ne pose pas de problème. En effet il avait été nommé héritier du comté du vivant de son père, pratique fréquente dans le royaume de France sous les Capétiens afin d’éviter toute querelle de succession.
En 1112, Pons est théoriquement vassal de l’empereur byzantin pour les places de Maraclée et de Tortose. Le rapprochement de la principauté d’Antioche et du comté de Tripoli permet à ce dernier de se libérer de cette suzeraineté théorique. Elle met fin à une période de lutte, ayant débuté en 1098, entre les deux États. Le rapprochement de Tripoli et du royaume de Jérusalem finit de faire une nouvelle fois diminuer l’influence byzantine sur Tripoli.
En 1113 Pons de Tripoli participe avec Roger de Salerne à la campagne militaire contre Mawdūd de Mossoul. Il arrive le lendemain de la bataille et sermonne avec Roger, le roi pour son impatience à avoir engagé cette bataille. Ensuite Pons passe le reste de la campagne aux côtés de Roger et de Baudouin jusqu’à la retraite de Mawdūd vers Damas où il est assassiné.
Pons est encore une fois présent avec Baudouin Ier et Roger de Salerne devant Apamée, en 1115. Il décide alors de se retirer avec Baudouin après le repli simulé de Bursuq ibn Bursuq. C’est une erreur de se retirer mais la victoire de Tell Danith à laquelle ils ne participent pas met fin à la campagne de Bursuq. Il perd peut-être également Montferrand la même année aux mains de Tuǧtekīn comme le suggère René Grousset.
Durant l’année 1116, ou 1115 d’après René Grousset, un raid est lancé contre la plaine de la Beqa dans les alentours de Baalbek. Il est battu par Tuǧtekīn allié à Aq-Sonqor, seigneur de Rahba.
En 1118, à la mort du roi Baudouin Ier, il ne se reconnaît pas directement vassal de son successeur, le roi Baudouin II. En 1122 il décide d’accepter la suzeraineté de ce dernier à la condition qu’il se déplace en personne pour l’exiger. Il s’agit d’une provocation mais Baudouin accepte de venir.
En 1119, Pons joint avec ses troupes l’armée de Baudouin II appelée à la rescousse par Roger de Salerne. Ce dernier n’attend pas leur arrivée et engage la campagne contre Il-Ghāzi cela mène au désastre de l’Ager Saunguinis. L’arrivée de l’armée de soutien, devenue l’armée de secours, dans la ville d’Antioche permet de réorganiser la principauté. Le 14 août 1119 Il-Ghāzi et les troupes de Damas sont battus par la coalition franque à la bataille de Hab. Cette bataille permet d’éloigner le danger pesant sur Antioche de façon provisoire.
Les campagnes successives menées par Baudouin II en 1120, 1121, 1122 et 1123 permettent de reprendre possession d’une large partie des places fortes perdues à la suite du désastre de l’Ager Sanguinis. Pons de Tripoli, en tant que vassal du royaume de Jérusalem participe à ces campagnes.
Durant l’année 1125 Aq-Sonqor Bursuqī menace directement Antioche. Le prince appelle alors les autres princes latins à le rejoindre. Aq-Sonqor se replie à l’annonce de l’arrivée de ces renforts. Lors du repli de ce dernier vers Azaz il est surpris et sévèrement battu par les Latins malgré un début de bataille assez confus. La bataille d'Azaz a lieu le 11 juin 1125. Les princes latins poussent alors jusqu’à Alep et concluent un accord avec Aq-Sonqor. En l’échange de la libération de Josselin II, comte d’Édesse et d'Yvette, fille du roi, ainsi que des revenus sur une partie du territoire alépin ils accordent une trêve à Alep.
Lors de l’année 1126 Pons de Tripoli fait appel à Baudouin pour l’aider dans son siège de Raphanée, aussi appelée Rafanya, près de Homs. Après leur réunion et dix-huit jours de siège le gouverneur de la place, Shams al-Khawāṣṣ, décide de capituler en échange d’un sauf-conduit pour sa garnison vers Homs. Il se pourrait que ce soit plutôt le fils du gouverneur qui organise cette reddition. La place aurait été prise en 1115 de façon temporaire par Pons, avant sa reprise par Tuǧtekīn la même année.
En 1132, Alix, princesse d’Antioche entre en rébellion contre le roi foulque. Pons décide de la rejoindre. Lorsque le roi monte avec son armée vers Antioche, sur la demande de la noblesse antiochienne, il se voit refuser l’accès au comté de Tripoli et est contraint de prendre la mer. La rébellion d’Alix de Jérusalem contre le roi Foulque est matée. Néanmoins Pons continue sa révolte et met en état de défense ses places fortes. Il établit son quartier général près de Chastel Rouge. C’est près de là que Foulque lui inflige une défaite, en août, le poussant à la retraite. Ensuite les deux hommes se réconcilient et Pons accepte à nouveau la suzeraineté du roi. C’est à la fin de l’année 1132 que le comté atteint sa plus grande expansion.
Une attaque menée par un groupe de Turcomans sur Montferrand a lieu la même année. Montferrand est assiégée. Pons se replie à Tripoli et appelle les autres princes latins à la rescousse. Avec l’aide de Foulque il engage une bataille. Il est difficile d’établir un vainqueur, les deux armées se repliant. Les pertes sont élevées des deux côtés. On attribue en général la victoire aux Latins, car elle met fin à la tentative turcomane.
Pons attaque ensuite la cité de Qinnasrin mais l’arrivée de Zanki, aussi appelé Zengi, le force à se retirer par ses seules manœuvres sans devoir engager de bataille. Il aurait d’ailleurs été difficile de résister avec les seules forces de son comté. Zanki se retire alors à Homs sans profiter du repli de Pons, en effet il est alors occupé à lutter contre Damas en essayant de lui prendre la ville de Homs.
En 1135, Zanki, prend la ville de Homs. Dès ce moment la menace pesant sur le comté de Tripoli augmente fortement. Il décide d’attaquer la place de Montferrand, aussi appelée Ba’rin. Pons appelle alors le roi de Jérusalem, Foulque d’Anjou, à venir le soutenir. Lors de leur marche vers Montferrand ils sont surpris et défaits. Raymond II, le fils de Pons est capturé et le roi se réfugie dans Montferrand avec ses barons. Le patriarche de Jérusalem et le prince d’Antioche envoient alors une large armée de secours. Zanki traite alors avec le roi en lui offrant de se retirer contre la liberté pour lui et ses barons. Ces derniers n’étant pas au courant de l’arrivée d’une armée de secours décident d’accepter. Dans cette campagne le comté perd presque tous ses chevaliers et semble dans l’incapacité de se défendre seul.
L’émir Bazwaj, aussi appelé Beza-Uch, commandant des forces de Damas pour le fils de Būri, engage une campagne contre le comté de Tripoli en mars 1137. L’armée damascène est conduite sur le territoire du comté de Tripoli par des guides provenant surement des villages maronites des montagnes libanaises. Villages en théorie vassalisés au comté de Tripoli, il s’agirait donc d’une trahison. Le 25 mars 1137, Pons est exécuté avec la plupart de ses hommes sur ordre du commandant de l’armée damascène. Le successeur de Pons, son fils Raymond II exerce alors de sévères représailles envers les populations maronites des montagnes libanaises, en faisant notamment exécuter un certain nombre de leurs chefs. Les conséquences pour le comté sont néanmoins graves, une large partie de son élément militaire est tué tandis que la plus riche plaine du comté est dévastée.

## Mariage et enfants
Il épouse Cécile de France (morte après 1145), veuve de Tancrède de Hauteville, prince d’Antioche, fille de Philippe Ier, roi de France et de Bertrade de Montfort. De ce mariage naissent :
- Raymond II (v. 1120 - 1152), comte de Tripoli ;
- Philippe, cité en 1126 et en 1142 ;
- Agnès (v. 1120 - 1183), mariée à Renaud II Mazoir, seigneur de Marqab (Margat), fils de Renaud Mazoir.